# أنهنغ داي غن
الأمير العظيم آنهينغ (안흥대군 | 安興大君) , (ولد في ؟ ومات في ؟) , هو الابن السادس لموغجو ملك جوسون (목조 | 穆祖) .
له خمسة إخوة من والدته الملكة هيوغونغ من عشيرة يي (효공왕후 이씨 | 孝恭王后 李氏) .

## حياته
تاريخ مولده غير معروف , اسمه عند الولادة هو يي غوسو (이구수 | 李球壽) . أنجب العديد من الأبناء والأحفاد واستمرت ذريته حتى عصرنا هذا .

## موته
تاريخ موته غير معروف , لكن قبره موجود في مقاطعة هامهنغ الجنوبية .
أعطي المنصب الحكومي (بعد وفاته) جاهوندايبو (자헌대부 | 資憲大夫) ومنصب بيونغجوبانسو (병조판서 | 兵曹判書) . تم في عهد الإمبراطور غوجونغ إمبراطور الإمبراطورية الكورية , وبالتحديد في سنة 1872 (السنة التاسعة من حكمه) , رفع مرتبته إلى تشبونغ وإعطائه لقب بعد الوفاة يونغجونغجونغ غيونغبسا (영종정경부사 | 領宗正卿府事) .
منازل أحفاده موجودة في مقاطعة هامهنغ الجنوبية .

## أسرته

### الأقارب
- الأب : موغجو ملك جوسون (목조 | 穆祖) .
- الأم : الملكة هيوغونغ من عشيرة يي , (효공왕후 이씨 | 孝恭王后 李氏) .
- الإخوة :
  - الأمير العظيم آنتشون , (안천대군 | 安川大君) , يي وسون , (이어선 | 李於仙) , أخ شقيق .
  - الأمير العظيم آنوون , (안원대군 | 安原大君) , يي جن , (이진 | 李珍) , أخ شقيق .
  - الأمير العظيم آنبنغ , (안풍대군 | 安豊大君) , يي جنغ , (이정 | 李精) , أخ شقيق .
  - الملك العظيم يغجو , (익조대왕 | 翼祖大王) , يي هاينغري , (이행리 | 李行里) , أخ شقيق .
  - الأمير العظيم آنتشانغ , (안창대군 | 安昌大君) , يي مايبل , (이매불 | 李梅拂) , أخ شقيق .

### العائلة
- الزوجة: بايو تشونغجو من عشيرة هان (청주한씨 | 淸州韓氏) .
- الأبناء :
  - الأمير سورنغ (서릉군 | 西陵君) , يي دايغا (이대가 | 李大嘉) .
  - الأمير سوتشن (서춘군 | 西春君) , يي بان (이반 | 李班) .
  - الأمير سوريونغ (서령군 | 西寧君) , يي مالهل (이말흘 | 李末屹) .
  - الأمير سوتشونغ (서청군 | 西淸君) , يي تشونغ (이천기 | 李天杞) .

### أحفاد معاصرون
- عضو البرلمان الكوري السابق , يي إنغن (이인근) .
- عضو البرلمان الكوري السابق , يي سانغسونغ (이상선) .
- وزير وزارة الغذاء والزراعة والغابات والثروة السمكية (대한민국 농림수산식품부) السابق في جمهورية كوريا الجنوبية , يي هيل (이희일) .